# Elba (folyó)
Az Elba (csehül Labe, németül Elbe, latinul Albis, vagyis Fehér) Közép-Európa második legnagyobb folyója. Csehország és Németország területén áthaladva az Északi-tengerbe ömlik.

## Futása

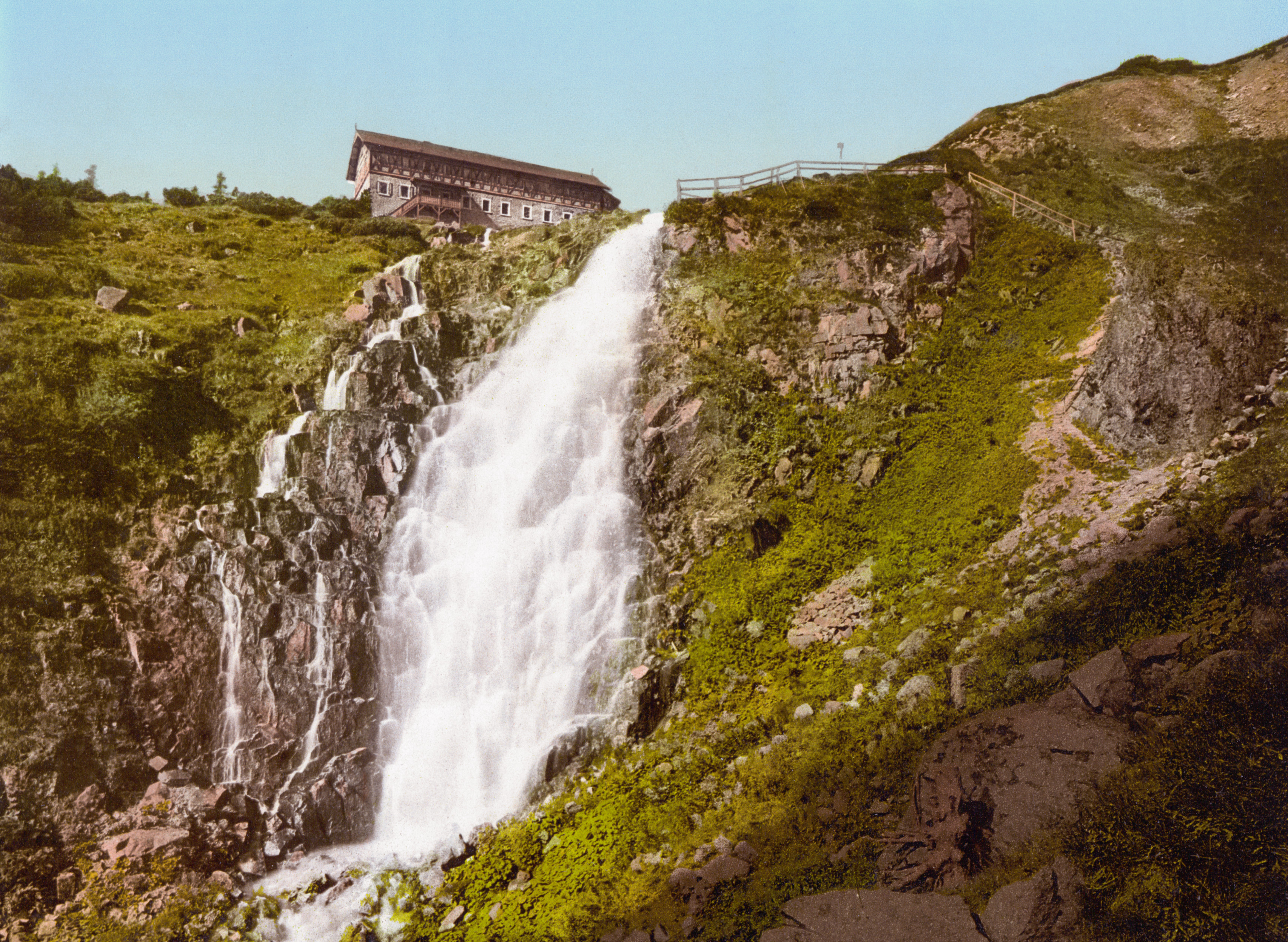
Az Elba forrásvidékének vízesése

A cseh–lengyel határ közelében, az Óriás-hegység déli oldalán a Sněžka mellett fakadó Bílé Labénak és az Elser pataknak az összefolyásából ered, ahol egy 50 méter magas vízesésből alakul ki.
Végigfolyik a Cseh-medence északi részén, az Elba melletti síkságon, majd áttörve az elbai homokkőhegységet kilép a Germán-alföldre. A síkvidéken Wittenberg és Magdeburg között a Wrocław–Magdeburg–Brémai ősfolyamvölgy vonalát követi. Később Havelberg alatt egy másik ősfolyam (Varsó–Berlin ősfolyam) nyomvonalában halad. Hamburg alatt kiszélesedik és Cuxhaven térségében széles tölcsértorkolattal ömlik az Északi-tengerbe.

## Vízjárása

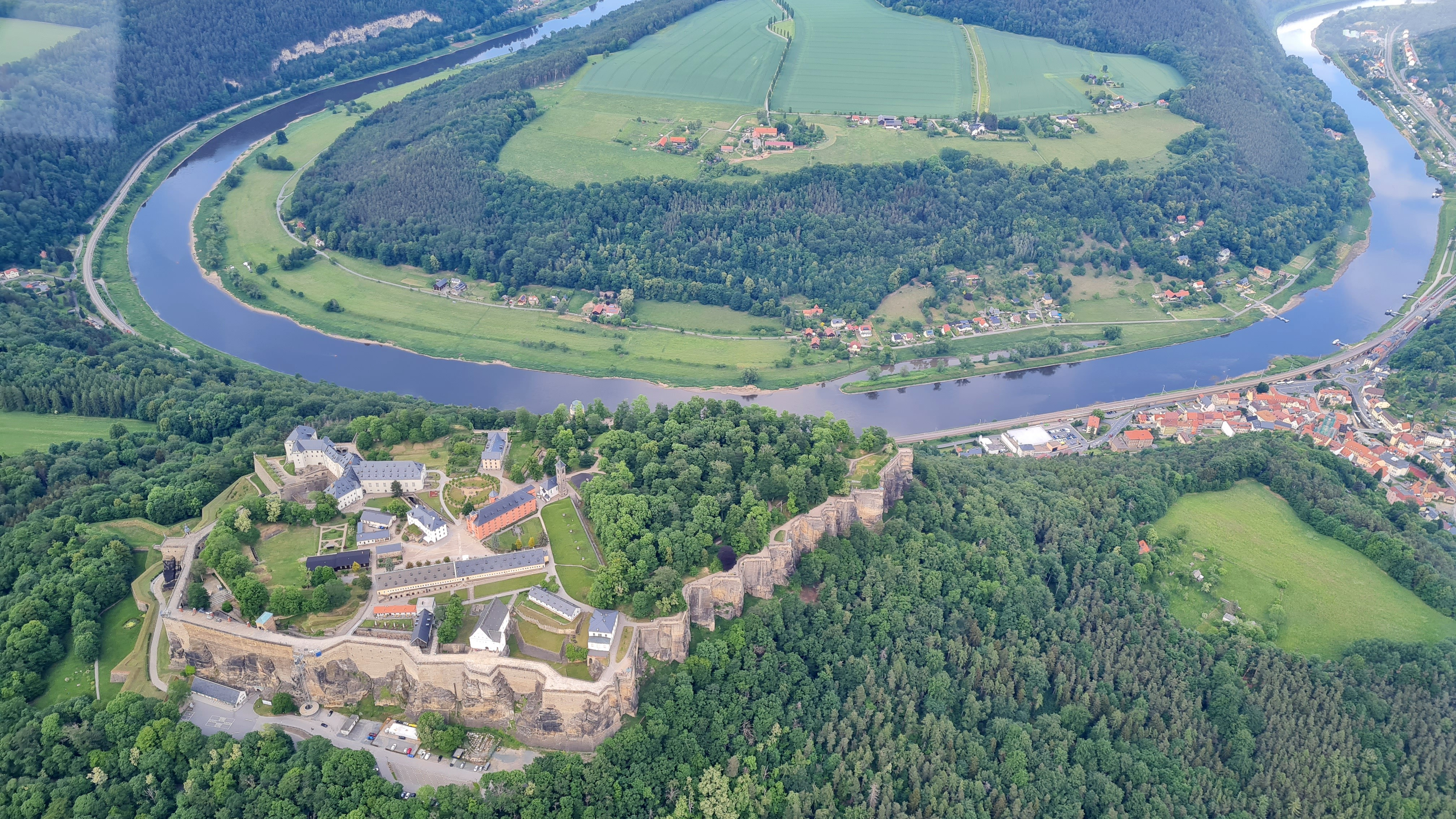
Az Elba kanyarulata a königsteini erőd alatt

Felső szakasza gyors folyású. Wittenbergig partjai alacsonyak, völgye széles és lefolyása gyors. Magdeburgnál 242 méter széles. Tangermünde alatt folyása lassul és a törmelék hordalékból szigeteket épít. A vízfelszíne Wittenbergnél 20 méterrel, Lauenburgnál 5 méterrel, míg Hamburgnál 1 méterrel van a tengerszint felett. Hamburg térségében gyakran okoz árvizeket, ami ellen zsiliprendszerrel védekeznek.

## Jelentősége
Kolíntól lefelé, mintegy 800 km hosszban hajózható, sőt a 19. században még az e fölötti szakaszon is bonyolítottak tutajosforgalmat. Vizét több, jellemzően nyugat–keleti irányú csatorna köti össze a többi vízi úttal. A legjelentősebbek ezek közül a Elba–Lübeck-, Havel-, Mittelland-, a torkolatvidéket a Balti-tengerrel összekötő Kieli- és a Felső-Oderához vezető Odera–Spree-csatornák. Megközelíthető még rajta keresztül a Harz-hegység környéke (fontos ipari terület), illetve a Moldván át Prága is. Halállománya jelentős; felsővízi szakaszán pisztrángok is élnek, s itt megtalálhatók a folyami rákok is. Az alsó szakaszon különféle, a tengerből felúszó sós vízi halfajták is előfordulnak.

## Természetvédelem
A folyó révén az Északi-tengerbe mosódó, fagyálló, korróziógátló folyadékként használatos benzotriazol potenciálisan veszélyezteti a vízi élővilágot.

## Mellékvizei

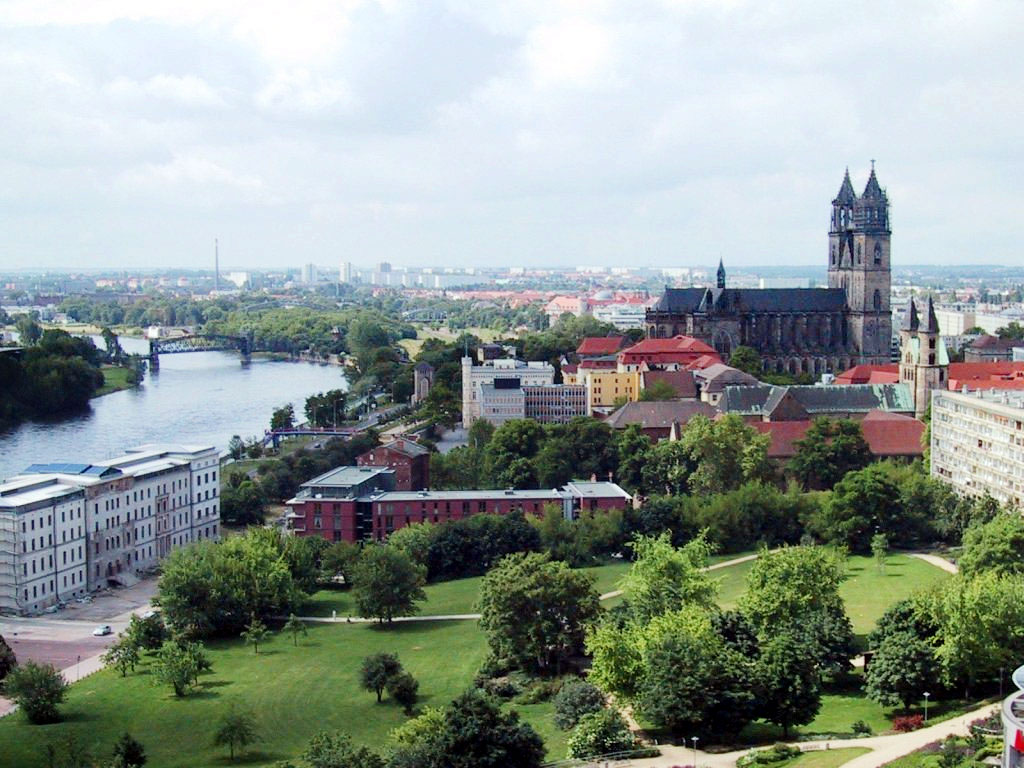
Az Elba Magdeburgnál

Jobb oldalról:
- Havel
- Fekete-Elster

Bal oldalról:
- Ohre
- Saale
- Moldva